# Elizabeth Roger's Virginal Book

Le Elizabeth Roger's Virginal Book est un recueil de 112 pièces pour virginal, compilé en Angleterre au milieu du XVIIe siècle par une personne ou des personnes encore inconnues.

## Manuscrit
Le manuscrit est un folio contenant 94 pièces pour clavier et 18 leçons de chant (vocal Lessons). La première page porte l'inscription « Elizabeth Rogers hir virginall booke. Ffebruary ye 27 1656 ». La signification de la date est inconnue. Sur la même page est écrit « Elizabeth Fayre ». On a suggéré que ces deux Elizabeth étaient la même personne, avant et après son mariage, mais on ne peut être affirmatif. Les initiales « EF » figurent sur la couverture.
Parmi les quatre différentes mains qui ont été distinguées, il y a :
- Main une : nos 1 à 65, puis 77 à 94. Il s'agit sans doute d'un scribe ou d'un professeur de musique.
- Main deux : 66 à 76, 95 à 104, 107 à 109. On peut en comparant avec la signature du folio 1 attribuer à Elizabeth elle-même la copie de cette partie.
- Main trois : 105 et 106. Semble de la main assurée d'un professionnel enseignant le chant.
- Main quatre : 110 à 112.

S'y trouve cité un certain John Tillett qui doit avoir été un des possesseurs du manuscrit. Il a ajouté quelques extraits poétiques et une note concernant l'accord de la viole de gambe.
Le verso de la page de titre contient une table des morceaux, elle est incomplète puisqu'elle ne contient les titres que des nos 1 à 18, 20 à 65 et 77 à 94. En outre, elle indique quatre titres disparus : Preludium, An Almaine, Philena et Corrante. Au folio 60 on trouve une table incomplète des Vocal Lessons nos 95 à 105, 107 à 110.
Le manuscrit, acquis le 17 février 1836, est conservé à la British Library et catalogué Additional Manuscript 10337. Il a subi une restauration en 1949. L'American Institute of Musicology a publié l'édition de George Sargent en 1971.

## Contenu
Les pièces contenues dans le manuscrit sont relativement simple d'exécution et sont écrites pour un amateur. Il propose des mélodies populaires, des mouvements de danses et des pièces vocales. Sur 94 pièces pour clavier et 18 leçons de chant, 25 pièces sont fondées sur des mélodies. Aucune des pièces ne cite le nom du compositeur et seulement quelques pièces vocales sont attribuées ; mais, grâce à d'autres sources beaucoup d'auteurs sont identifiés. Il contient des pièces de William Byrd avec sa Battel datant d'environ 1591 (12 pièces), Orlando Gibbons, Henry Lawes et son frère William, Robert Johnson et Nicholas Laniere (1588-1666). Quelques pièces sont attribuées à Thomas Strengthfield, qui n'est pas connu par ailleurs, mais a sans doute été le maître de musique d'Elizabeth Roger. D'autres morceaux sont attribuées à Richard Balls (mort vers 1622), un musicien public (wait) de Londres, et John Wilson (1595-1674), qui fut son remplaçant. 
La datation de composition des pièces est étalée sur une période allant du règne d'Élisabeth Ire (deuxième moitié du XVIe siècle), à la restauration de Charles II en 1661. 
Les compositions sont courtes et dépassent rarement la page.
1. Sir Thomas Fairfax's March [folio 2][2]
2. Nan's Masque (Orlando Gibbons) [folio 2v] Une pièce intitulée The Wooing Nan était une jig très populaire sous l'ère élisabéthaine. Le morceau peut en être une courte adaptation qui figure aussi dans le Manuscrit Cosyn sous le nom de French Almaine, avec l'attribution à Gibbons.
3. Almaine [folio 2v]
4. The Fairest Nymphs the Valleys or Mountains Ever Bred [folio 3]
5. The Scots March [folio 3v]
6. Prince Rupert's March [folio 4] cf. n° 66 : la mélodie étant la même.
7. One of the Symphonies [folio 4v]
8. One of the Symphonies (William Lawes) [folio 5] Il s'agit d'une transcription pour clavier d'une des symphonies de The Triumph of Peace.
9. Sarabande  [folio 5v]
10. When the King enjoys his own again  [folio 5v] Cette mélodie était un chant de raliment des royalistes pendant la guerre civile, jusqu'à la restauration.
11. Almaine  [folio 6]
12. A Trumpet tune [folio 6v]
13. Essex's last goodnight [folio 7]
14. Almaine by Thomas Strengthfield [folio 7]
15. The Corrant to the last Almaine by Thomas Strengthfield [folio 7v]
16. Rupert's Retraite [folio 7v]
17. Almaine by Thomas Strengthfield [folio 8]
18. Corrant to the former Almaine by Thomas Strengthfield [folio 8b]
19. [sans nom] [folio 8b] La pièce n'est pas listée dans l'index.
20. The Nightingale [folio 9v] cf. no 59 : Mock-Nightingale.
21. Corrant Bear
22. Selebrand Beare
23. Corrant Beare
24. Almaine
25. Courant
26. Courant Beare
27. Courant Beare
28. The Battle (William Byrd) : The Soldiers Summons (nos 28 à 39)
29. The March of Foot
30. The March horse
31. The Trumpets
32. The Irish March
33. Bagpipes
34. The Drum and Flute
35. The Martch to the Fight
36. Tarra-tantarra
37. The Battel Joined
38. Retrait
39. The Burying of the Dead
40. The Souldiers delight
41. Courant
42. Sarabande
43. A Masque
44. Courant
45. Sarabande
46. Lie still my Dear (destiné au chant avec la portée de voix)
47. The Chestnut
48. Cloris Sighed  (destiné au chant avec la portée de voix)
49. Now ye Spring is come  (destiné au chant avec la portée de voix)
50. Oh Jesu meek  (destiné au chant avec la portée de voix)
51. Courant
52. Courant
53. Masque
54. Corrant
55. Almaygne
56. Lupus Ayre (Thomas Lupo ?)
57. Could thine incomparable eye (destiné au chant avec la portée de voix)
58. Almaine : Mr. Johnson
59. Mock-Nightingale
60. What if the King should come to the City
61. The Kings Complaint
62. Almaygne
63. Corrant
64. Selebrand
65. My delyght
66. A Scotts Tuen
67. An Irish Toy
68. Allmayne
69. The Spaniard
70. [sans nom]
71. Selabrand
72. The Phoenix
73. The faithfull Brothers
74. A Courant
75. This soldier loves (destiné au chant avec indication voix I, voix II et chœur)
76. Carron o carron (Charon) (destiné au chant avec indication voix I, voix II)
77. A horn pipe
78. Almaine
79. Courant by Thomas Strengthfield
80. Selebrand
81. Almaine
82. Corant
83. Almaygne
84. I wish no more (Nicolas Laniere) (destiné au chant avec la portée de voix)
85. [sans nom]
86. Sarabande
87. Love is strange (folio 42b)
88. Almaine Mercure
89. Glory of the North
90. Almaine
91. Mercury
92. Corrant
93. Corrant
94. Phill : Porters Lamentation
95. Psalme 42 (William Lawes) Début des Vocal Lessons
96. Must your fair inflaming eye
97. Since 'tis my fate
98. No flattring pellow
99. Baloo, my boy
100. I'll wish no more
101. Dearest love, I do not go
102. No no ! I tell ye no
103. O that myne Eyes
104. Yes I could love
105. Let God, the God of Battle Rise
106. Sing to the king of kings (Wiliam Lawes)
107. Psalme 39. verse 12 (William Lawes)
108. I prithee sweet (Henry Lawes)
109. Fire ! Fire ! (Nicholas Laniere, poème de Thomas Campion)
110. Come, you pretty false-eyes Wanton (Thomas Campion)
111. All you forsaken lovers, Come
112. Think not, dear love (William and Henry Lawes)

## Édition
- Elizabeth Rogers hir Virginall Booke, édité par Charles J.F. Cofone. Dover, New York 1975, réd. 1982.  (ISBN 0-486-23138-0). Précédé d'une introduction savante, mais en anglais et de quelques reproduction du manuscrit (couverture, nos 87, 69 et 103). La transcription du texte est modernisée.